# Alain Larvaron
Alain Larvaron est un footballeur français reconverti en entraîneur né le 9 mars 1957 à Montluçon (Allier).

## Biographie
Après des débuts à Montluçon et un stage à l'INF Vichy, il évolue comme attaquant ou milieu offensif à Valenciennes puis Rouen et Angers.
Après sa retraite de joueur, Alain Larvaron effectue une carrière d'entraîneur. Il est notamment à la tête de l'AS Moulins avec qui il connaît la montée en CFA. 
En 2003, il obtient son diplôme de formateur et part 2 ans aux Émirats arabes unis aux côtés de son ancien équipier Bruno Metsu. Après une année sabbatique, Alain Larvaron s'engage avec le FC Gueugnon pour 2 saisons en tant que responsable du centre de formation.

## Carrière de joueur
- 1970-1974 : EDS Montluçon
- 1974-1975 : INF Vichy
- 1975-1982 : US Valenciennes Anzin
- 1982-1984 : FC Rouen
- 1984-1987 : SCO Angers
- 1987-1989 : Le Mans UC (Division 3 puis Division 2)

## Carrière d'entraîneur
- 1995-1996 : AAJ Blois
- 1998-décembre 1998 : ES La Rochelle (CFA2)
- décembre 2012-2013 : Bergerac

## Sources
- Jacques Ferran et Jean Cornu - Football 1979, Les Cahiers de l'Équipe, 1978. cf. page 136.